# إرنست سيلين
إرنست سيلين (بالألمانية: Ernst Sellin) (ولد في 26 مايو 1867 – وتوفي في 1 يناير 1946) كان لاهوتيًا بروتستانتيًا وأحد أبرز علماء اللغات الشرقية في ألمانيا. عُرف بمساهماته البارزة في الدراسات التوراتية، وبخاصة في مجال الجمع بين النصوص الدينية والبيانات الأثرية لتقديم تفسير تاريخي للنصوص المقدسة.

## التعليم والمسيرة الأكاديمية
درس سيلين اللاهوت واللغات الشرقية، وبدأ التدريس في مؤسسات أكاديمية مرموقة في أواخر القرن التاسع عشر. شغل مناصب تدريسية في عدة جامعات ألمانية ونمساوية:
- من 1897 حتى 1908: الكلية البروتستانتية في فيينا
- من 1908 حتى 1913: جامعة روستوك
- من 1913 حتى 1921: جامعة كيل
- من 1921 حتى 1935: جامعة برلين

خلال تلك الفترة، أثّر سيلين في تطوير المنهج النقدي في تفسير العهد القديم، وكان من أوائل من استخدموا علم الآثار لدعم الدراسات الكتابية.

## مؤلفاته وأعماله
نشر سيلين عددًا من التفاسير الرائدة لكتب العهد القديم، وخصوصًا سفر إشعياء وسفر الخروج. كما شارك في حملات تنقيب أثرية عززت من صدقية قراءاته التاريخية للنصوص. ويُعد من أبرز المساهمين في التفسير التاريخي الرمزي للكتاب المقدس.

## الوفاة
توفي إرنست سيلين في 1 يناير 1946 في بلدة إيبيشنيلن القريبة من مدينة آيزناخ، وذلك عن عمر ناهز 78 عامًا.

## وصلات خارجية
- سيرة إرنست سيلين – Deutsche Biographie